# كلوديا مولر
كلوديا مولر (بالألمانية: Claudia Müller)‏ (21 مايو 1974 ببريمن في ألمانيا - ) هي لاعبة كرة قدم ألمانية في مركز الهجوم، شاركت في الألعاب الأولمبية الصيفية 2000. ولعبت مع إف إف سي فرانكفورت ونادي فولفسبورغ للسيدات ونادي فولفسبورغ و وTSV Fortuna Sachsenross ‏.

## وصلات خارجية
- كلوديا مولر على موقع الاتحاد الدولي (مؤرشف)  (الإنجليزية)
- كلوديا مولر على موقع قاعدة بيانات كرة القدم.إي يو (الإنجليزية)
- كلوديا مولر على موقع بيانات كرة القدم. دي إي (الألمانية)
- كلوديا مولر على موقع Soccerway.com (الإنجليزية)
- كلوديا مولر على موقع عالم كرة القدم.نت (الإنجليزية)
- كلوديا مولر على موقع أوليمبيديا (الإنجليزية)